# デモクリトス (リベーラ)
『デモクリトス』（英: Demócrito、英: Democritus）は、スペインのバロック絵画の巨匠ホセ・デ・リベーラが1630年にキャンバス上に油彩で制作した絵画である。この絵画に描かれている人物については諸説があるが、古代ギリシアの哲学者デモクリトスを表しているものとみなされている。最初の記録によれば、作品は1700年以来、スペイン王室の所蔵で、1764年にエル・エスコリアル修道院にあったことが記録されている。後に現在の所蔵先であるマドリードのプラド美術館に収蔵された。

## 歴史
伝統的に、絵画の人物は、手に持っているコンパスと幾何学的図形のある書類のためにシチリアの数学者アルキメデスを描いたものであるとみなしてきた。しかし、美術史家のデルフィーン・フィッツ・ダービー (Delphine Fitz Darby) は、1962年に人物はデモクリトスであると提唱した。それは、彼が率直な笑みを見せているからで、彼は「笑う哲学者」として知られているのである。本作は行方不明とされ、1629年から1631年までリベーラの主な顧客であったアルカラ (Alcalá) 公爵の所有であった『コンパスを持つ哲学者』として知られる作品である可能性がある。アルキメデス、デモクリトスのいずれにしても、「ぼろを纏う哲学者」シリーズの作品中、最も古い作品といえるであろう。17世紀のイタリアで非常に好評を博し、サルヴァトル・ローザやルカ・ジョルダーノが描いた「ぼろを纏った哲学者」のジャンルを確立したのはリベーラであるといっても過言ではない。

## 作品
この哲学者は半身像で描かれている。乞食の身なりをして、右手にコンパスを持ち、左手には幾何学的図形の表された書類を持っている。画面は褐色系の彩色で覆われており、そのため人物の襟元や左下にある静物の一部をなす紙の白さが目立っている。画面下部右側にある本の背表紙には、画家の署名と制作年「Jusepe de Ribera español / F 1630」 (スペインのジュゼッペ・デ・リベーラ/1630年制作) が記されている。　　
深い皴の刻まれた笑顔と、骨ばった長い指のある手が画面の焦点となっており、それらは非常に忠実な写実主義で描かれている。左側から光が差し込み、哲学者の身体を照らしている。その光は、頭部の周りに明るい絵具で描かれた光輪および無地の背景と相まって、人物を浮かび上がらせ、画面に大きな遠近感とリアリズムを付与している。イタリア・バロック絵画の巨匠カラヴァッジョは市井の人物を聖人のモデルに使ったが、この絵画のためにリベーラも市井の人物にポーズを取らせたと考えられている。モデルはおそらく道端で見つけた無名の人物で、画家は彼があたかも貴族か王のように描いた。
ニコラ・スピノーサ (Nícola Spinosa) は、自身の著作で本作を「副王統治下のナポリの路地で見かけられた、どこにでもいる農民の肖像であり、その肖像の中で、画家は古代ギリシア・レバント地方に由来する特質を正確に捉える術を知っており、それを尽きない生命力と典型的な地中海の人間の姿の中に描いている」と定義している。